# Tageblatt
Het Tageblatt (Nederlands: Dagblad) is een Duitstalige Luxemburgse sociaaldemocratische krant die in Esch-sur-Alzette wordt uitgegeven door Editpress.

## Geschiedenis en profiel

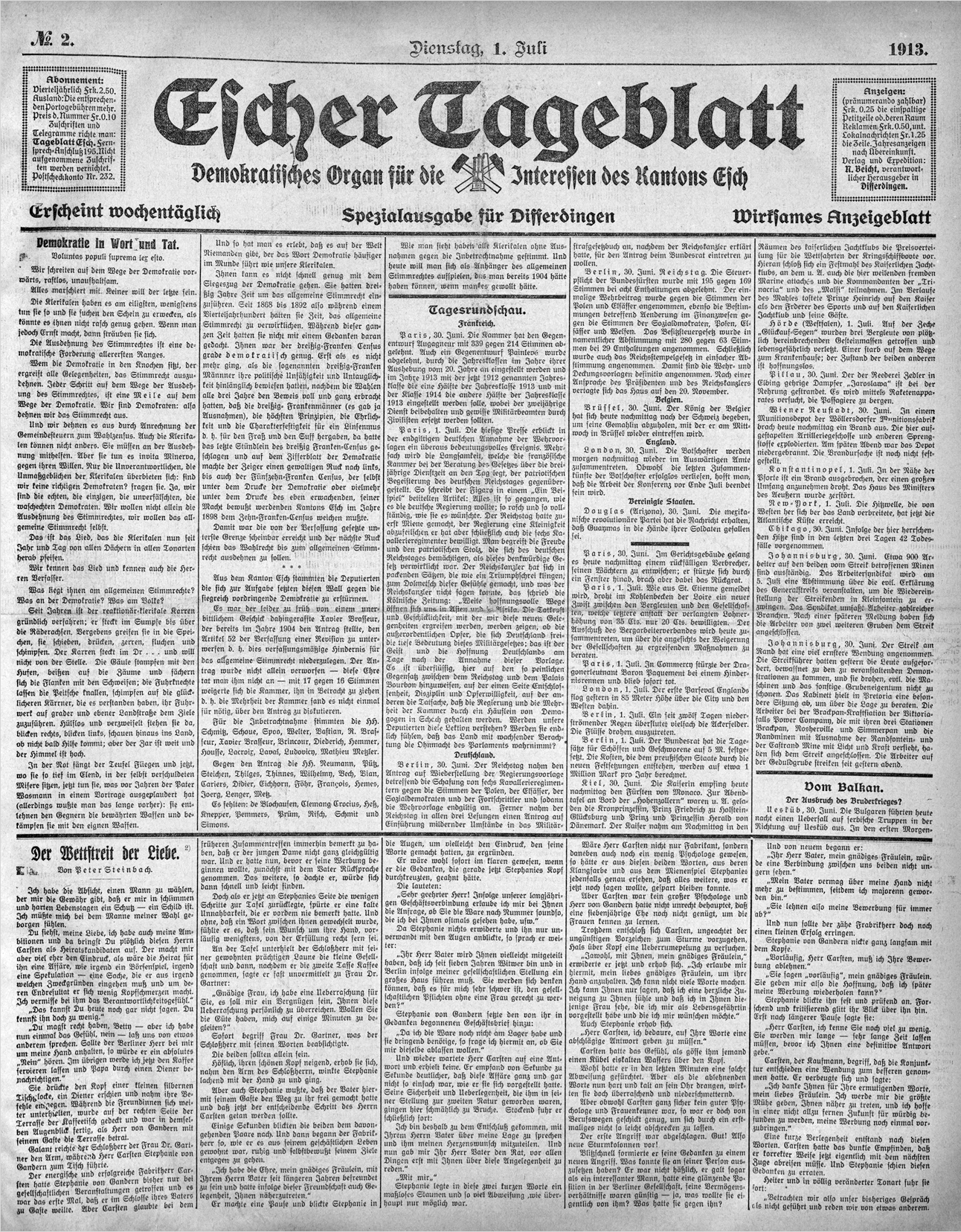
Exemplaar van het Escher Tageblatt van 1 juli 1913.

Het Tageblatt werd in 1913 opgericht als het Escher Tageblatt. Het blad is de op een na populairste krant van het land, na het Luxemburger Wort. Tageblatt omschrijft zichzelf als de Zeitung fir Lëtzebuerg (Luxemburgs voor Krant voor Luxemburg). Hoewel het vooral in het Duits wordt uitgegeven, heeft het ook rubrieken in het Frans.
Het dagblad is eigendom van socialistische vakbonden. De uitgever is Editpress Luxembourg SA, dat ook Le Jeudi en Le Quotidien publiceert. Rond 2007 had het dagblad nauwe banden met de Lëtzebuerger Sozialistesch Aarbechterpartei (LSAP).
In 2009 ontving de krant €1.659.554,- aan staatssubsidie, meer dan alle andere kranten.
De oplage van het Tageblatt was 27.081 in 2003, een marktaandeel van 19%. In 2004 had het blad een dagelijkse oplage van 17.106: ongeveer 23% van het Wort. Naar schatting lazen 61.100 mensen het Tageblatt, ongeveer een derde van haar rivaal. In 2007 was de oplage ongeveer 26.000.